# March of the Norse
March of the Norse è il primo album solista di Demonaz Doom Occulta, ex chitarrista del gruppo black metal norvegese Immortal, pubblicato il 1º aprile 2011.
È stato pubblicato anche in versione digipack con l'aggiunta della traccia Dying Sun, in LP e in picture disc, oltre che in vinile nero con l'aggiunta di un poster.

## Tracce
- Tutte le tracce scritte da Demonaz.

1. Northern Hymn - 0:50
2. All Blackened Sky - 4:27
3. March of the Norse - 3:41
4. A Son of the Sword - 4:35
5. Where Gods Once Rode - 5:11
6. Under the Great Fires - 6:34
7. Over the Mountains - 5:07
8. Ode to Battle - 0:39
9. Legends of Fire and Ice - 4:24
10. Dying Sun - 4:03

## Formazione[1]
- Demonaz Doom Occulta - voce
- Ice Dale - chitarra, basso
- Armagedda - batteria

### Crediti[3]
- Pär Olofsson - artwork
- Jaap Wagemaker - A&R
- Tom Kvålsvoll - mastering
- Kristian Tvedt - missaggio
- Peter Beste - fotografia